# Paint the Sky with Stars
Paint the Sky with Stars – The Best of Enya é o primeiro álbum de grandes sucessos da cantora, compositora e musicista irlandesa Enya, lançado em 3 de novembro de 1997, pela WEA. 
Seguindo sua turnê promocional mundial em apoio a seu álbum anterior The Memory of Trees (1995), Enya começou a selecionar faixas para um álbum de compilação, no início de 1997, pois seu contrato de gravação com a WEA permitia que ela o fizesse. O álbum contém canções de seu álbum de estreia Enya (1987) até The Memory of Trees (1995), e duas faixas novas, "Paint the Sky with Stars" e "Only If...".
Paint the Sky with Stars recebeu críticas positivas dos críticos e foi um sucesso comercial, alcançando o quarto lugar no Reino Unido e o número 30 na Billboard 200 nos Estados Unidos. Neste último território, o álbum continuou a vender nos oito anos seguintes, atingindo quatro milhões de cópias vendidas em 2005. No Japão, tornou-se o primeiro álbum não em japonês da gravadora Warner a receber o prêmio Japan Gold Disc Award na categoria Grand Prix Album pela venda de mais de um milhão de cópias. Para promover a compilação, Enya fez várias entrevistas e apresentações na televisão.

## Lista de faixas
Todas as letras escritas por Roma Ryan, exceto "Marble Halls", escrita por Alfred Bunn; todas as músicas compostas por Enya, e todas as canções produzidas por Nicky Ryan. 
| N.º            | Título                     | Do álbum            | Duração |  |
| 1.             | "Orinoco Flow"             | Watermark           | 4:26    |  |
| 2.             | "Caribbean Blue"           | Shepherd Moons      | 3:58    |  |
| 3.             | "Book of Days"             | Shepherd Moons      | 2:56    |  |
| 4.             | "Anywhere Is"              | The Memory of Trees | 3:46    |  |
| 5.             | "Only If..."               |                     | 3:19    |  |
| 6.             | "The Celts"                | Enya                | 2:57    |  |
| 7.             | "China Roses"              | The Memory of Trees | 4:40    |  |
| 8.             | "Shepherd Moons"           | Shepherd Moons      | 3:40    |  |
| 9.             | "Ebudæ"                    | Shepherd Moons      | 1:52    |  |
| 10.            | "Storms in Africa"         | Watermark           | 4:11    |  |
| 11.            | "Watermark"                | Watermark           | 2:26    |  |
| 12.            | "Paint the Sky with Stars" |                     | 4:15    |  |
| 13.            | "Marble Halls"             | Shepherd Moons      | 3:55    |  |
| 14.            | "On My Way Home"           | The Memory of Trees | 3:38    |  |
| 15.            | "The Memory of Trees"      | The Memory of Trees | 4:19    |  |
| 16.            | "Boadicea"                 | Enya                | 3:28    |  |
| Duração total: | Duração total:             | Duração total:      | 57:48   |  |

## Certificações & vendas
| País           | Associação | Certificação | Vendas    |
| -------------- | ---------- | ------------ | --------- |
| Alemanha       | BVMI       | Platina      | 500,000   |
| Australia      | ARIA       | 3× Platina   | 210,000   |
| Austria        | IFPI       | Platina      | 50,000    |
| Bélgica        | BEA        | 2× Platina   | 100,000   |
| Brasil         | ABPD       | 2× Platina   | 500,000   |
| Espanha        | PROMUSICAE | 2× Platina   | 200,000   |
| Estados Unidos | RIAA       | 4× Platina   | 4,000,000 |
| Europa         | IFPI       | 3× Platina   | 3,000,000 |
| Finlândia      | IFPI       | Ouro         | 23,974    |
| Hong Kong      | IFPI       | Platina      | 20,000    |
| Japão          | RIAJ       | Milhão       | 1,000,000 |
| Noruega        | IFPI       | Platina      | 50,000    |
| Nova Zelândia  | RMNZ       | Platina      | 15,000    |
| Países Baixos  | NVPI       | Ouro         | 50,000    |
| Reino Unido    | BPI        | Platina      | 300,000   |
| Suécia         | IFPI       | 2× Platina   | 160,000   |
| Suíça          | IFPI       | Platina      | 50,000    |